# 三井熱川別荘地
三井熱川別荘地（みつい あたがわべっそうち）および大林熱川別荘地（おおばやし あたがわべっそうち）とは、静岡県東伊豆町奈良本（熱川）にある、三井不動産と大林組が共同開発・管理している温泉付き別荘地。

## 概要
熱川地区北西部の山中に造成されている温泉付き別荘地。総区画約310、定住世帯数約30。
昭和40年代初頭から分譲開始。管理・運営は、三井不動産住宅サービスと大林組ファシリティーズだったが、2019年（令和元年）11月に、三井不動産が新潟県の不動産企業・株式会社ひまわりに事業譲渡、4月に「株式会社エンゼルフォレストリゾートドゥーエ」として事業継承された。

## 施設
別荘地内の施設。
- 管理事務所
- プール
- テニスコート

## 交通・アクセス
別荘地の管理事務所から、南方にある伊豆急行線の伊豆熱川駅までは約4km、車で約10分。